# Every Little Thing Concert Tour Spirit 2000
『Every Little Thing Concert Tour Spirit 2000』（エブリーリトルシング・コンサート・ツアー・スピリット2000）は、日本の音楽ユニットEvery Little Thingが開催したコンサートツアー、および2000年8月30日にリリースしたVHS・DVD作品。

## 解説
ライブ映像作品としては『Every Little Thing Concert Tour'98』から約1年10か月ぶりとなる。
ツアータイトルには表記されていないが、2000年発売の3rdアルバム『eternity』によるツアー。本作には東京都代々木競技場第一体育館にて行われた公演の様子が収録されている。本コンサートツアーが開始される直前にメンバーであり、リーダーであった五十嵐充が脱退をしたため、2人体制としてはこれが初の全国ツアーとなる。また、そのこともあってパンフレットには五十嵐の写真が用いられている。
このツアーの成功が、その後の2人の活動の精神的支柱になっているとされている。

## 収録曲
1. Spiritual Energy
2. Pray
3. Someday, Someplace
4. switch
5. Hometown
6. FOREVER YOURS
7. True colors
8. たとえ遠く離れてても．．．
9. Rescue me
10. NECESSARY
11. The One Thing
12. Just be you
13. Guitar Solo
14. Future World
15. Face the change
16. Get Into A Groove
17. Shapes Of Love
18. sure
19. Time goes by
20. キモチ
21. Dear My Friend

## 参加ミュージシャン
Every Little Thing
- 持田香織：Vocal
- 伊藤一朗：Guitar

Support Member
- 桑島幻矢：Keyboards
- 浅田孟：Bass
- 加藤薫：Guitar
- 古道圭一：Drums